# بين أنا وأنا هي (كتاب مسرحي)
بين أنا وأنا هي هي مسرحية كتبها وأخرجها جان داود. تعتبر هذه المسرحية مسرحية تجريبية تدين العنف ضد المرأة.

## العروض
كُتب النص المسرحي لأنا وآنا هي في بيروت في مختبر الدراماتورجيا والتمثيل والنصوص، وقُدم لأول مرة في عرض مسرحي في مركز طاهر الحداد في تونس، أعقبه عرضان آخران عام 2005. كما عُرضت المسرحية في الإمارات العربية المتحدة عام 2006 حيث اعتبر صالح غابش رئيس مركز الأسرة في الشارقة في ذلك الوقت أن المسرحية لها تأثير عميق. وعُرضت المسرحية أيضًا في وقت لاحق من العام نفسه في طرطوشة بإسبانيا حيث استُقبلت بحفاوة بالغة، وكانت المسرحية العربية الوحيدة (حتى ذلك الحين) التي تُرجمت ونُشرت في قسم المقال المسرحي في جامعة كوينزلاند الاسبانية. وعُرضت في إيطاليا في يوم المرأة في عام 2007 في ختام مؤتمر لحقوق المرأة. وعُرضت أيضًا في الجزائر كجزء من مهرجان المسرح الاحترافي عام 2010. كما عُرضت في لبنان في عدة مناسبات.

## النشر والترجمة
صدرت بينا أنا وآنا هي باللغة العربية عام 2005، وتُرجمت للكاتالونية في عام 2007 فيقسم المقال المسرحي في جامعة كوينزلاند الاسبانية. تُرجمت الرواية أيضًا إلى ترجمات غير منشورة باللغة الإيطالية والإنجليزية والفرنسية.

## عناوين مترجمة
- (بالكتالونية: Entre jo i jo, ella)‏
- (بالفرنسية: Elle, entre moi et moi)‏

## روابط خارجية
- الصفحة الرئيسية بين أنا وآنا هيا
- صور من العروض
- الصفحة الرئيسية لجين داود